# José Matías Manzanilla
José Matías Manzanilla Barrientos (Ica, 5 de octubre de 1867 - Lima, 6 de octubre de 1947) fue un abogado, jurista, catedrático universitario  y político peruano. Fue diputado entre 1896 y 1919; presidente de la Cámara de Diputados (1909-1910 y 1916-1917); ministro de Relaciones Exteriores (1914 y 1932-1933); y presidente del Consejo de Ministros (1932-1933). Fue también rector de la Universidad de San Marcos. Es más recordado por ser el autor de una serie de proyectos legislativos laborales, que se convirtieron en la base de la naciente legislación obrera (Proyecto Manzanilla, 1904).

## Biografía

### Estudios
José Matías Manzanilla fue hijo de Matías Manzanilla y Jesús Barrientos. Hizo sus estudios primarios en el Colegio San Luis Gonzaga. Se trasladó a Lima, donde hizo sus estudios secundarios en el Convictorio Peruano, fundado por Sebastián Lorente.
En 1886 ingresó a la Facultad de Derecho de la Universidad Nacional Mayor de San Marcos, donde se graduó de bachiller en Jurisprudencia (1890) y se recibió de abogado en 1891. También se graduó de bachiller y doctor en Ciencias Políticas y Administrativas.

### Catedrático y rector de San Marcos
Ejerció la docencia en San Marcos, como catedrático de Economía Política, Legislación Económica del Perú, Derecho Constitucional y Ciencia de las Finanzas. Fue elegido decano de la Facultad de Ciencias Políticas y Administrativas (1914-1920) y de la sucedánea Facultad de Ciencias Económicas y Comerciales (1920-1927). En 1924 fue elegido rector interino y en 1927 ocupó el cargo de rector titular, que desempeñó hasta 1930.

### Diputado y presidente de la Cámara de Diputados
Miembro del Partido Civil, fue elegido diputado en tres oportunidades: representando a la en ese entonces aún provincia loretana de Huallaga (1895-1900), a Lima (1901-1906), y por Ica (1907-1918). También fue presidente de la Cámara de Diputados en dos ocasiones, en 1909 y en 1916.
El 9 de diciembre de 1910 tuvo una memorable participación en el hemiciclo, cuando se discutió la moción de censura al canciller Melitón F. Porras Osores, a raíz de la muerte de soldados peruanos a manos de soldados bolivianos que habían invadido la frontera en Manuripe. Manzanilla criticó severamente la arrogancia del ministro así como toda su gestión al frente de la cancillería.
Algunos periodistas le apodaron la «Gioconda parlamentaria», porque creían ver en su rostro una perenne sonrisa enigmática.

### Proyecto Manzanilla
Por encargo del presidente José Pardo y Barreda (primer gobierno, 1904) preparó una serie de proyectos laborales, que según Basadre, fueron diez:
1. Higiene y seguridad de los trabajadores
2. Trabajo de los niños y mujeres
3. Descanso obligatorio
4. Horas de trabajo
5. Indemnización por accidentes de trabajo
6. Contrato de trabajo
7. Contrato de aprendizaje
8. Asociación de industriales y obreros
9. Conciliaciones y arbitraje
10. Junta nacional de trabajo

Estos proyectos se convirtieron en la base de la naciente legislación obrera. En su mensaje al Congreso en 1905, el presidente Pardo hizo conocer estos proyectos, pero luego de unos debates en el Congreso, su aprobación quedó en suspenso. Solo uno de esos proyectos, referente a las indemnizaciones por accidentes de trabajo, empezó a ser debatida aisladamente. En vísperas de su aprobación en la Cámara de Diputados, Manzanilla pronunció ante los obreros que se habían reunido, un discurso cuya frase inicial se hizo célebre en su momento: «Bella tarde la de hoy, señores. Está ganada la batalla por el derecho». Luego de su aprobación en Diputados, pasó al Senado, que hizo algunas modificaciones, para finalmente ser expedida por ambas cámaras en 1910, y promulgada por el gobierno de Augusto B. Leguía el 20 de enero de 1911, como Ley de Accidentes de Trabajo. Fue la primera legislación de ese tipo aplicada en América, si exceptuamos a Canadá.

### Ministro de Relaciones Exteriores
Luego del golpe de Estado de Óscar R. Benavides, el 4 de febrero de 1914, Manzanilla integró la Junta de Gobierno como ministro de Relaciones Exteriores, como miembro del Partido Civil Independiente, mientras que miembros de otros partidos ocupaban el resto de las carteras.
Fue elegido diputado al Congreso Constituyente de 1931-1936, representando a Ica. Retornaba así luego de más de diez años al oficio parlamentario. Integró la Comisión de Constitución.
En el gobierno constitucional de Luis Sánchez Cerro, volvió a ser ministro de Relaciones Exteriores, el 24 de diciembre de 1932, ejerciendo a la vez la presidencia del Consejo de Ministros.  Le tocó enfrentar el incidente de Leticia y la guerra colombo-peruana de 1932.
Estuvo al lado de Sánchez Cerro al momento de su asesinato, el 30 de abril de 1933. Producida la ascensión a la presidencia de Óscar R. Benavides (segundo gobierno), se mantuvo en sus funciones ministeriales, como canciller y premier, hasta su renuncia, que se produjo el 26 de junio del mismo año.
Pasó luego a ser ministro plenipotenciario en Italia, de 1933 a 1939. De regreso al Perú, fue nombrado decano del Colegio de Abogados de Lima (1944-1945).

## Publicaciones
- El Poder Legislativo del Perú (1903)
- Legislación del trabajo. Proyectos… (1905)
- Accidentes de trabajo (1907)